# Marge continentale
La marge continentale, appelée aussi marge océanique, est la zone sous-marine située au bord des continents dans laquelle la majeure partie des sédiments issus de l'érosion du continent est transportée. La marge continentale comprend le plateau continental, le talus continental et le glacis continental. Une marge est dite active quand une zone de subduction est présente ou passive, quand la transition entre la croute continentale et la croute océanique est directe.

## Marges passives

Géométrie d'une marge continentale passive

Une marge continentale est dite « passive » quand la transition entre la croute continentale et la croute océanique est directe, sans zones de subduction. Ces marges sont caractérisées par une bathymétrie et un gradient de pente faibles sur le plateau continental immergé, suivi d'un approfondissement brutal ou niveau de la transition entre la croute continentale et la croute océanique. Les marges passives ont généralement une faible sismicité.

### Exemples
- Marge Atlantique Européenne
- Marge Ouest-Africaine
- Marge Atlantique Nord-Américaine

## Marges actives

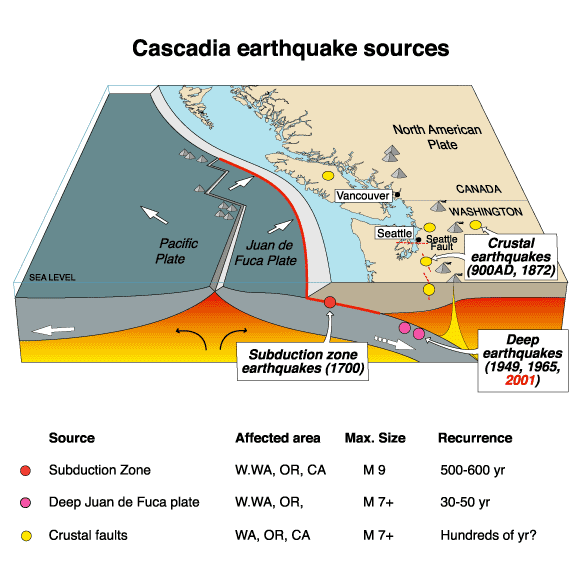
Bloc 3D de la zone de subduction de Cascadia avec sources des séismes de la zone.

Une marge continentale est dite « active » quand une zone de subduction marque la transition entre la croute continentale et la croute océanique (croute continentale chevauchant une croute océanique plongeante). Une marge continentale active est bordée par une fosse océanique au contact entre les deux lithosphères, créée par la plongée de la plaque océanique sous la plaque continentale, où se forme généralement un prisme d'accrétion au pied du talus continental.
La porosité des sédiments et des fractures de la plaque océanique subduite étant remplie d'eau, une hydratation de manteau accompagne la subduction. Ce phénomène permet ou facilite la fusion partielle du manteau supérieur engendrant la formation de volcans en surface à la verticale du point de fusion. De par les contraintes importantes appliquées aux deux plaques, les marges actives présentent une sismicité importante.

### Exemples
- Ceinture de feu du Pacifique
- Zone de subduction de Cascadia
- Marge Pacifique Sud-Américaine